# Kat Monroe
Kat Monroe (Merced, California; 14 de julio de 1995) es una actriz pornográfica y modelo erótica estadounidense.

## Biografía
Kat Monroe, nombre artístico, nació en la ciudad californiana de Merced, en el seno de una familia de ascendencia irlandesa. Comenzó estudiando para ser técnico veterinario y realizó diversos trabajos de modelaje en general. Descubierta por la agencia 360 Modeling se trasladó a Los Ángeles a finales de 2016 y debutó como actriz pornográfica a los 21 años.
Como actriz, ha grabado para productoras como Evil Angel, Girlfriends Films, Hustler, Reality Kings, Hustler, Devil's Film, Brazzers, Lethal Hardcore, Filly Films, Girlsway, Diabolic o Elegant Angel, entre otras.
Dentro de la industria ha destacado como modelo erótica y actriz en la temática del BDSM y, especialmente, en el bondage.
Su nombre artístico, al menos el origen de Monroe, se encuentra en el personaje llamado Mia Monroe Lockwood, el personaje de un libreto escrito por la propia actriz tiempo antes de entrar en la industria, como "una biografía ficticia de mi vida".
En 2017 recibió la nominación en los Premios AVN en el apartado que realizan los seguidores a la Debutante más caliente.
Ha aparecido en más de 110 películas como actriz.
Algunas películas suyas son Anal Young'uns 6, Barely Legal 157, Big Wet Asses 27, Blowjob Academy, My Stepdaughter Tossed My Salad 13, Pussy Lickers 2, Rectal Workout 3 o Sex On Trains 2.

## Premios y nominaciones
| Año  | Ceremonia   | Resultado | Premio                             | Trabajo |
| ---- | ----------- | --------- | ---------------------------------- | ------- |
| 2017 | Premios AVN | Nominada  | Premio fan: Debutante más caliente | —       |
| 2019 | Premios AVN | Nominada  | Premio fan: Culo más épico         | —       |